# Henry Vahl

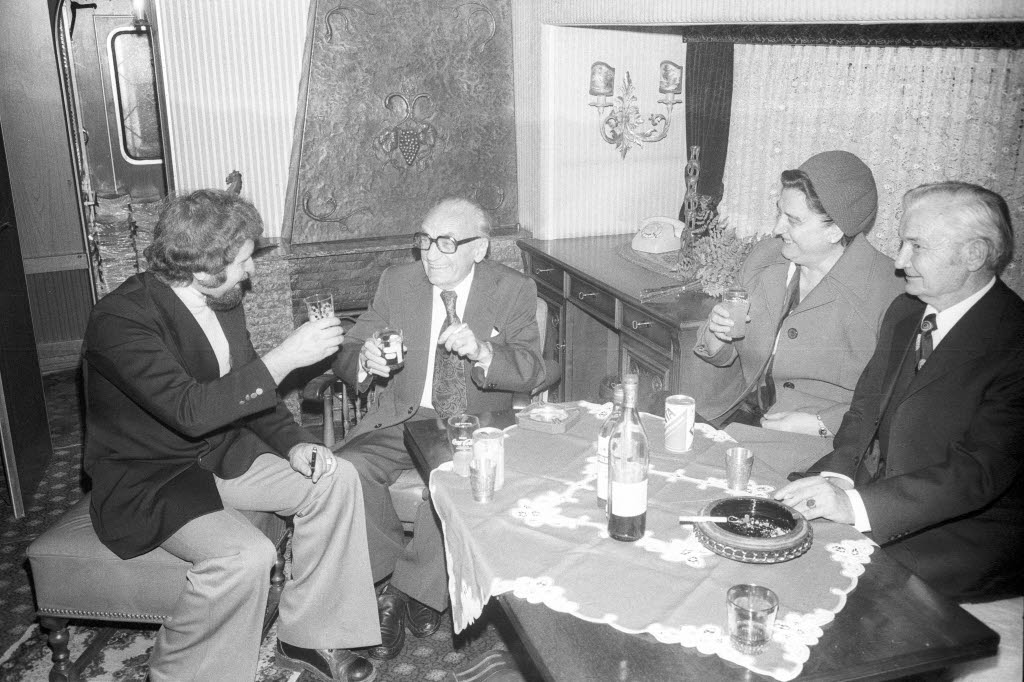
Henry Vahl, 2. v. l. (1976)

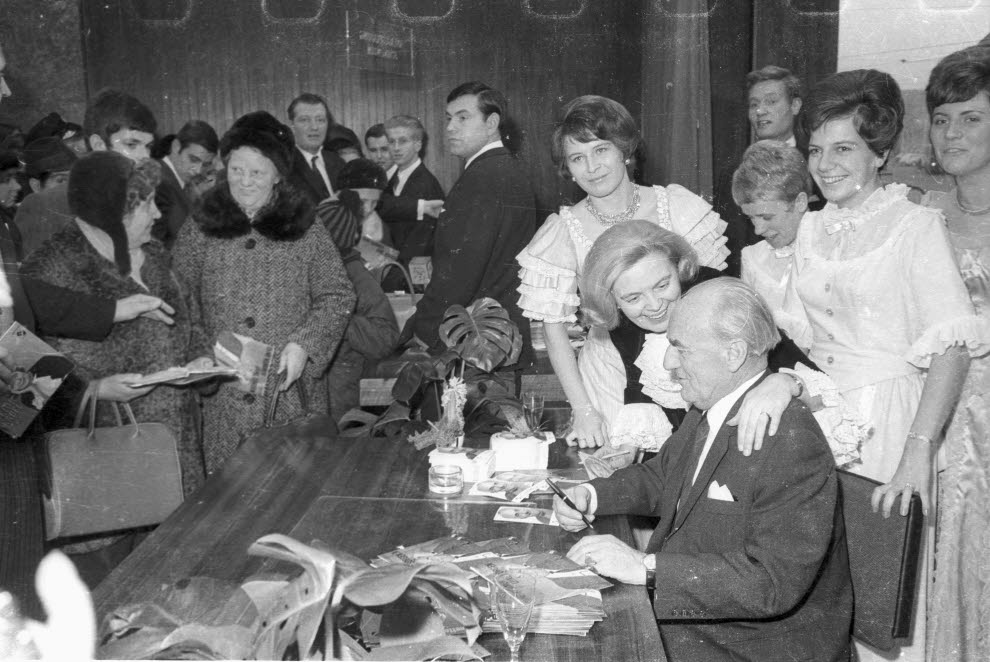
Autogrammstunde mit Heidi Kabel in Kiel im Dezember 1968

Henry Vahl (* 26. Oktober 1897 in Stralsund; † 21. Juli 1977 in Hamburg) war ein deutscher Schauspieler, der auf Hochdeutsch und Niederdeutsch spielte. Nach einer mehr als vierzigjährigen Karriere, die ihn auf zahlreiche, insbesondere norddeutsche, Bühnen führte, gelangte er in den 1950er Jahren ans Ohnsorg-Theater in Hamburg, wo er zum beliebten Volksschauspieler wurde, der in komischen Rollen vor allem kauzige, ältere Typen spielte. Durch die Fernsehübertragungen des Theaters erlangte er bundesweiten Ruhm und avancierte zum beliebten „Fernseh-Opa“.

## Leben

### Jugend
Henry Vahl wurde 1897 in Stralsund als ältestes von vier Kindern des Seemanns Franz Vahl und der Hausfrau Frederike Constantine Karolin Vahl geboren; sein Bruder war der Schauspieler Bruno Vahl-Berg, seine Schwester Lissy die Mutter des Schauspielers Edgar Bessen. Bereits als Kind stand Henry Vahl in seiner Geburtsstadt in mehreren Rollen auf der Bühne. Nachdem der Fischkutter seines Vaters, der sich 1901 als Fischer selbständig gemacht hatte, 1905 durch eine Sturmflut zerstört worden war, zog die Familie 1906 nach Kiel. Henry Vahl arbeitete nach einer abgebrochenen Druckerlehre in einer Molkerei und als Liftboy im Hansa-Hotel, wo der Direktor des Kieler Stadttheaters, Karl Alving, 1914 auf ihn aufmerksam wurde und ihm erste Engagements verschaffte. 1916 spielte Vahl seine erste Hauptrolle im Stück Peterchens Mondfahrt; seit 1915 arbeitete er auch bei der Howaldtswerft, um den Kriegsdienst zu vermeiden.

### Weimarer Republik und Drittes Reich
Im Jahr 1918 ging Vahl nach Lübeck zum Hansa-Theater. Dort lernte er Germaine Koch kennen, mit der er sich verlobte und 1920 nach Braunschweig umzog, wo das Paar am 31. Januar 1925 heiratete. Im Herbst 1926 wechselte Vahl als Schauspieler und Regisseur nach Bernburg an der Saale, jedoch wurde das Theater bereits 1929 in der Wirtschaftskrise geschlossen, woraufhin er nach Berlin zog und nach kleineren Rollen bei Max Reinhardt und Auftritten als Filmkomparse am Deutschen Theater unter Reinhardts Nachfolger Heinz Hilpert engagiert wurde. Im Jahr 1940 erhielt er zusammen mit seiner Frau ein Engagement in Karlsbad, wo er im November 1941 sein 25-jähriges Bühnenjubiläum beging. Doch im selben Monat wurde Germaine Vahl die Arbeitserlaubnis entzogen, da sie als sogenannte „Halbjüdin“ galt. Sie tauchte unter und versteckte sich bis zum Kriegsende in einer Gartenlaube bei Ratzeburg. Henry Vahl kannte ihren Aufenthaltsort nicht, stand aber über ihre Mutter mit ihr in Kontakt. Im Verhör bei der Geheimen Staatspolizei gab er an, sie sei vermisst. 1943 wurde er zum Wehrdienst eingezogen und trat bei der Truppenbetreuung an der Ostfront auf. Nach dem Krieg zog er, wieder mit seiner Frau vereint, nach Berlin.

### Hamburg
Die Vahls gingen 1950 nach Hamburg, wo Henry Vahl im Flora-Theater und im Theater im Zimmer von Helmuth Gmelin auftrat, außerdem in Friedrich Schütters Jungem Theater, wo er den alten Landarbeiter Candy in einer Bühnenbearbeitung des Romans Von Mäusen und Menschen gab. Im März 1958 sollte am Ohnsorg-Theater das Stück Meister Anecker von August Lähn unter der Regie von Walter Scherau mit Karl-Heinz Kreienbaum in der Titelrolle und Otto Lüthje in der Rolle des Schustergesellen Matten aufgeführt werden, als Lüthje kurz vor der Premiere erkrankte. Das Theater engagierte Vahl als Ersatz, und er blieb dauerhaft. In den folgenden Jahren trat er in mehr als 100 Rollen am Ohnsorg-Theater auf, oftmals zusammen mit Heidi Kabel. Besonders bedeutsam waren die Titelrollen in Schneider Nörig und Vater Philipp, Ewald Brummer in Tratsch im Treppenhaus und Mandus Sötje in Mien Mann, de fohrt to See.
Die Rolle des alten, schrulligen und stark dem Alkohol zuneigenden Matten wurde allerdings seine Paraderolle. Besonders die Fernsehübertragung der erneuten Inszenierung unter der Regie von Hans Mahler und Alfred Johst am 13. November 1965 wurde ein großer Erfolg. Nach der Erinnerung von Heidi Kabel wurde das Ohnsorg-Theater nach der Ausstrahlung mit Anrufen, Glückwunschtelegrammen und Blumensendungen überhäuft. Durch die Fernsehübertragungen von Theateraufführungen im NDR sowie durch viele Gastspiele wurde Henry Vahl auch bundesweit sehr populär und zu einem Publikumsliebling. So wurde ihm 1967 die Auszeichnung „Bronzener Bildschirm“ verliehen. Von 1962 bis in die 1970er Jahre hinein trat er häufig in der beliebten NDR-Unterhaltungsshow Haifischbar auf. Einen großen Erfolg hatte Henry Vahl im Fernsehen mit dem zweiteiligen TV-Kriminalfilm Die rote Geldbörse (1966), in dem er eine Hauptrolle spielte.

### Letzte Jahre

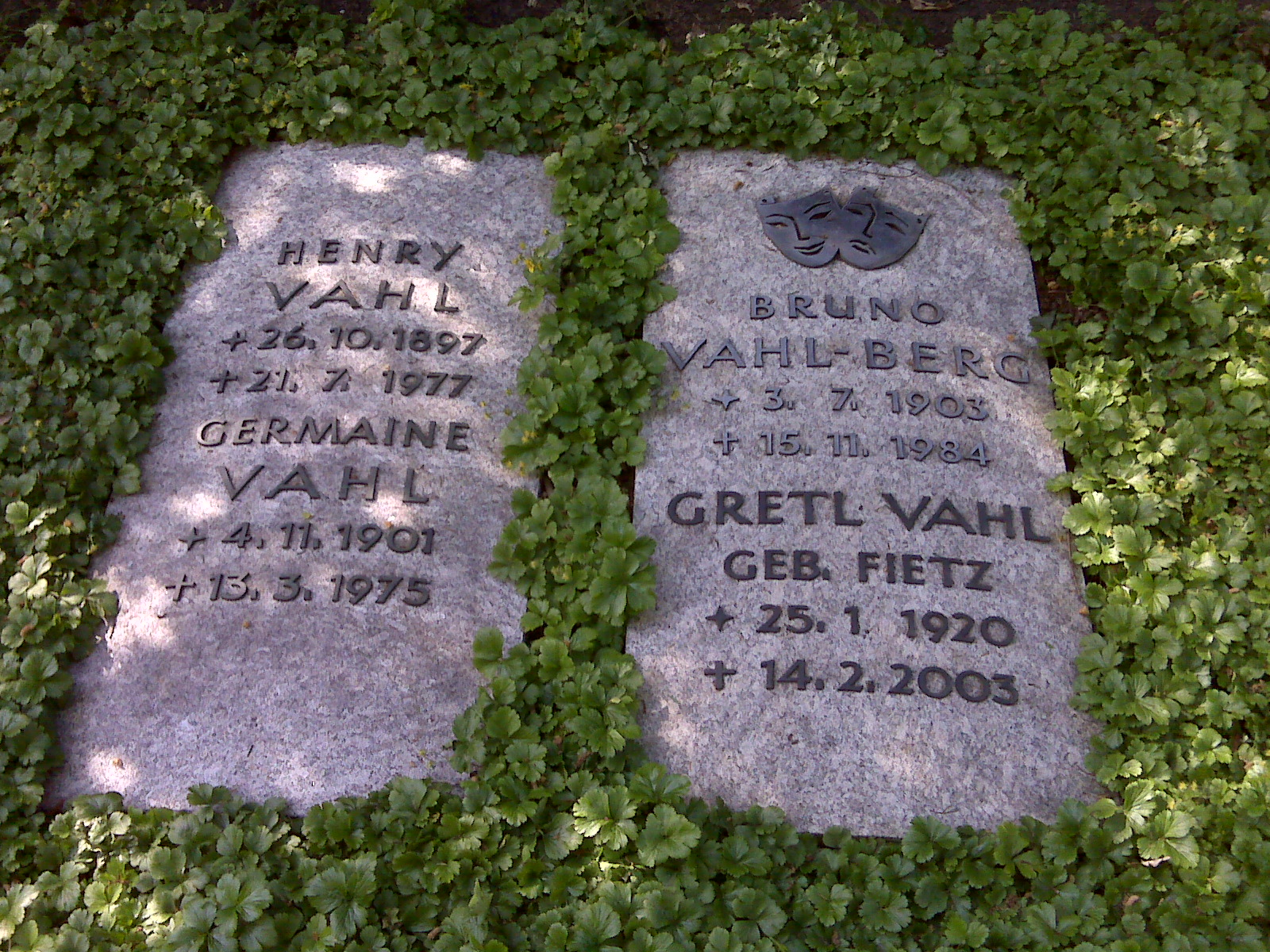
Die Gräber von Henry Vahl, seiner Frau, seinem Bruder und dessen Frau auf dem Friedhof Ohlsdorf in Hamburg

Im Jahr 1972 verließ Vahl das Ohnsorg-Theater. Offiziell ging er aus Altersgründen, aber inoffiziell soll ein Zerwürfnis mit dem Intendanten Günther Siegmund der Grund gewesen sein, der die Nachfolge des 1970 verstorbenen Hans Mahler angetreten hatte und das Ensemble verjüngen und Henry Vahl nach der Spielzeit 1969/1970 nicht weiter besetzen wollte. Mahler soll Vahl versprochen haben, den Meister Anecker noch einmal zu inszenieren und ihm damit zu ermöglichen, sich in seiner Paraderolle von der Bühne zu verabschieden, doch Siegmund fühlte sich daran nicht gebunden.
Obwohl Henry Vahl sich seine Texte inzwischen immer schlechter merken konnte, begann er 1973 am St. Pauli Theater von Kurt Collien aufzutreten, wo er noch 43 Mal im Meister Anecker und ab 1974 noch 168 Mal als „Zitronenjette“ auf der Bühne stand (ein Hamburger Original, eigentlich eine Frau, die auf der Bühne aber traditionell von Männern gespielt wird). Im Jahr 1975 starb seine Frau, im Februar 1977 erlitt er einen Schlaganfall, von dem er sich nicht mehr erholte.
In seinem Buch Der Aufmacher berichtete Günter Wallraff darüber, dass in den Monaten vor Vahls Tod das Schicksal des zunehmend hinfällig werdenden Schauspielers in einer zweistelligen Anzahl von Bild-Zeitungsartikeln vermarktet wurde. In der Hamburger Zentralredaktion von Bild soll es während dieser Zeit eine bewegliche Fotomontage von Vahl mit einem heb- und senkbaren Sargdeckel gegeben haben.
Henry Vahl starb am 21. Juli 1977 im Alter von 79 Jahren in Hamburg an Kreislaufversagen. Sein Grab (Nr. AD5/158-159) befindet sich neben dem seines Bruders Bruno Vahl-Berg auf dem Friedhof Ohlsdorf.

## Ehrungen

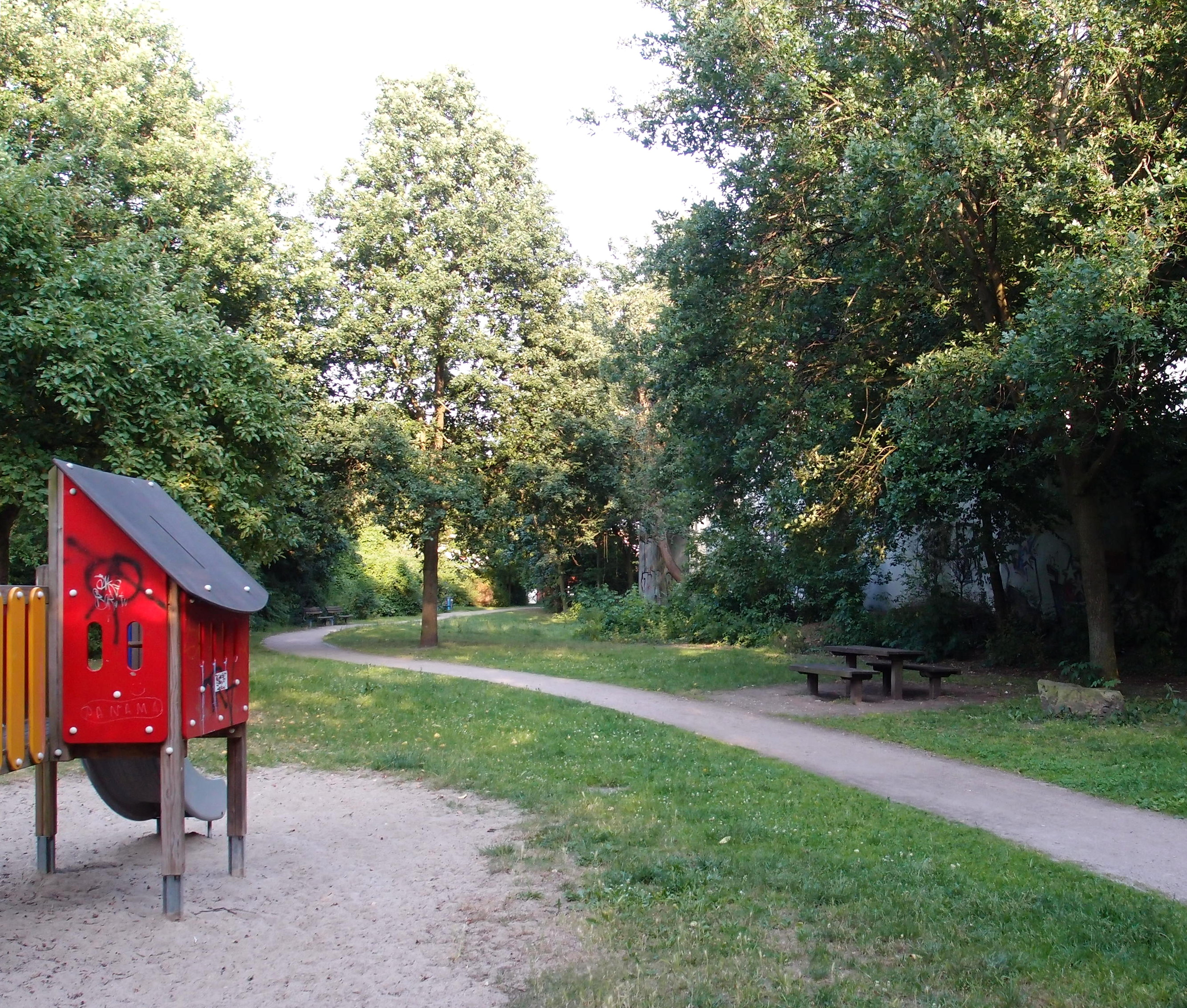
Der Henry-Vahl-Park in Eimsbüttel

Straßenschild Henry-Vahl-Platz in Kiel-Gaarden

In der Nähe seiner Wohnung im Bezirk Eimsbüttel wurde eine Grünanlage nach Henry Vahl benannt, der Henry-Vahl-Park. 2014 wurde im Kieler Stadtteil Gaarden der Platz vor dem Haus Iltisstraße 49, in dem Vahl von 1912 bis 1919 wohnte, Henry-Vahl-Platz benannt.

## Stücke
- Meister Anecker, 1958 mit Karl-Heinz Kreienbaum, Christa Wehling, Heiner Kollhoff, Ilse Seemann
- Wenn der Hahn kräht, 1959 von August Hinrichs, mit Walter Scherau, Erna Raupach-Petersen, Christa Wehling, Heidi Kabel, Günter Lüdke
- Opa wird verkauft, 1961 von Günther Siegmund, mit Heinz Lanker, Karl-Heinz Kreienbaum, Christa Wehling
- Vater Philipp, 1963 von Hans Mahler mit Heidi Kabel, Gisela Wessel, Edgar Bessen, Heinz Lanker
- Meister Anecker, 1965 mit Jochen Schenck, Christa Wehling, Heini Kaufeld, Gisela Wessel
- Tratsch im Treppenhaus, 1962 und 1966 von Hans Mahler mit Erna Raupach-Petersen, Heidi Kabel, Ernst Grabbe
- Kein Auskommen mit dem Einkommen, 1966 von Heini Kaufeld mit Otto Lüthje, Heidi Kabel, Edgar Bessen, Heidi Mahler
- Die Kartenlegerin, 1968 von Hans Mahler mit Heidi Kabel, Willy Millowitsch, Erna Raupach-Petersen
- Verteufelte Zeiten, 1968 von Hans Mahler mit Heidi Mahler, Heidi Kabel, Edgar Bessen, Gisela Wessel
- Schneider Nörig, 1969 von Hans Mahler mit Werner Riepel, Heidi Kabel, Hilde Sicks, Heidi Mahler
- Der Bürgermeisterstuhl, 1969 von Hans Mahler mit Erna Raupach-Petersen, Anni Hartmann, Christa Wehling
- Mensch sein muß der Mensch, 1970 mit Werner Riepel, Edgar Bessen, Heini Kaufeld
- Der möblierte Herr, 1971 von Günther Siegmund mit Jürgen Pooch, Helga Feddersen, Heidi Kabel, Werner Riepel
- Mein Mann der fährt zur See, 1971 von Günther Siegmund mit Christa Wehling, Werner Riepel, Heidi Kabel, Hilde Sicks
- Zitronenjette, im Hamburger St. Pauli Theater, von 1974 bis 1975

## Filme
- 1950: Der Rat der Götter
- 1956: Schiff ohne Hafen
- 1958: Herz ohne Gnade
- 1958: Der Maulkorb
- 1959: Der Engel, der seine Harfe versetzte
- 1959: Ein Mann geht durch die Wand
- 1960: Lampenfieber
- 1960: Pension Schöller
- 1960: Am Abend ins Odeon (Fernsehserie)
- 1960: Toter gesucht (Fernsehfilm)
- 1961: Unser Haus in Kamerun
- 1962: Schneewittchen und die sieben Gaukler
- 1963: Stahlnetz: Das Haus an der Stör
- 1963: Aufenthalt in Puttgarden (Kurz-Dokumentarfilm der Deutschen Bundesbahn mit Spielhandlung)
- 1966: Ulrich und Ulrike (Fernsehserie)
- 1966: Die rote Geldbörse (TV-Kriminalfilm in zwei Teilen)
- 1967: Polizeifunk ruft: Alarm im Moor (Fernsehserie)
- 1967: Dreizehn Briefe (Fernsehserie)
- 1967: Landarzt Dr. Brock (Fernsehserie)
- 1967: Im Flamingo-Club (Fernsehserie)
- 1968: Otto und die nackte Welle
- 1971: Glückspilze
- 1971: Unser Willi ist der Beste
- 1971: Wir hau’n den Hauswirt in die Pfanne
- 1972: Die lustigen Vier von der Tankstelle
- 1972: Und der Regen verwischt jede Spur
- 1972: Grün ist die Heide
- 1974: Frühling auf Immenhof

## Hörspiele
- 1957: De Möllner Gerechtigkeit – Regie: Hans Tügel
- 1958: Die sieben Tage der Anna Pauly – Regie: Wolfgang Schwade
- 1958: De Doden sünd dod – Regie: Hans Tügel
- 1958: Kattengold (nach Johann Hinrich Fehrs) – Regie: Hans Tügel
- 1958: Merkur über Hamburg – Regie: Hans Tügel
- 1958: Hamborg sien Uhlenspeegel – Regie: Günter Jansen
- 1958: Recht mutt Recht blieven – Regie: Hans Tügel
- 1958: De Daag ward kötter – Regie: Günter Jansen
- 1958: De stahlen Pastor – Regie: Walter Bäumer
- 1959: Dat Licht – Regie: Hans Tügel
- 1959: Abelke Bleken, de Hex vun Ossenwarder – Regie: Hans Tügel
- 1959: Vun den Padd af – Regie: Hans Tügel
- 1959: Ward verschaben! – Regie: Ivo Braak
- 1959: Spök in'n Dörpen – Regie: Otto Lüthje
- 1959: Gott sien Speelmann (nach Otto Tenne) – Regie: Hans Tügel
- 1959: Mudder Elend und ehr Beerbohm – Regie: Hans Tügel
- 1959: De Börgermeister vun Lütten-Bramdörp – Regie: Hans Mahler
- 1960: An'e Eck von de Melkstroot – Regie: Rudolf Beiswanger
- 1960: Up eegen Fust – Autor und Regie: Hans Mahler
- 1960: De Negenhunnertjahrfier (von Konrad Hansen) – Regie: Hans Robert Helms
- 1960: Bott för de Doden (nach Hein Bredendiek)  – Regie: Hans Tügel
- 1960: Gericht in Potenza – Regie: Gustav Burmester
- 1960: De verloren Söhn – Regie: Hans Tügel
- 1961: Bericht über Apfelbäume – Regie: Gustav Burmester
- 1961: Bericht von Apfelbäumen – Regie: Gustav Burmester
- 1961: Besök in de Vergangenheit – Regie: Otto Lüthje
- 1961: Marschmusik för't Leben – Regie: Hans Tügel
- 1961: Eli (nach Nelly Sachs) – Regie: Heinz von Cramer
- 1962: Ein Leben mit Tieren: Carl Hagenbeck (1) – Regie: Wolfram Rosemann
- 1962: Kaspar Ohm un ick – Regie: Bernd Wiegmann
- 1962: De Dochter (nach Gisela Schlüter) – Regie: Günther Siegmund
- 1962: Nich dat Geld alleen – Regie: Friedrich Schütter
- 1963: De Püjazz (nach Günther Siegmund) – Regie: Hans Mahler
- 1963: Der dreieckige Traum (2. Abend) – Regie: Kraft-Alexander zu Hohenlohe-Oehringen
- 1963: Das Obdach – Regie: Fritz Schröder-Jahn
- 1963: Mitgift ut Kalkutta – Regie: Bernd Wiegmann
- 1963: Zwischenlandung – Regie: Fritz Schröder-Jahn
- 1963: Spöök vun güstern (nach Hein Bredendiek) – Regie: Hans Tügel
- 1963: De Soot – Regie: Friedrich Schütter
- 1963: Appels in Navers Gaarn (nach Walter A. Kreye) – Regie: Ivo Braak
- 1963: Plaat hett dat dahn! – Regie: Hans Robert Helms
- 1963: Diederk schall freen (nach August Hinrichs) – Regie: Bernd Wiegmann
- 1964: Fragen Sie den Kapitän – Regie: Wolfgang Harprecht
- 1964: Dat Arvdeel – Regie: Otto Lüthje
- 1964: Der erkältete Amtsschimmel – Regie: Jo Hanns Müller
- 1965: Een leegen Hannel – Regie: Hans Tügel
- 1966: Duppelte Räken – Regie: Heini Kaufeld
- 1966: De swarte Hahn – Regie: Curt Timm
- 1966: Dat Sympathiemiddel – Regie: Curt Timm
- 1969: Der graue Wolf – Regie: Otto Kurth

## Sonstiges
Fettes Brot veröffentlichte 1995 den Song Nordisch by Nature. 
Die LP-Version beginnt mit einem von Henry Vahl gesprochenen Text-Audiosample. Im Hintergrund hört man Möwengekreisch und Nebelhorn aus dem Song Wissenswertes über Erlangen.